# 蘭士登路球場
蘭士登路球場（英語：Lansdowne Road Stadium，IPA：[ˈbˠoːhəɾˠ ˈl̪ˠan̪ˠsˠd̪ˠuːn̪ˠ]）是位於愛爾蘭都柏林的一個球場，由愛爾蘭橄欖球隊所有，曾是愛爾蘭橄欖球隊的主場球場。2007年，蘭士登路球場被拆除，取而代之的是在2010年竣工的英傑華球場。球場名稱取自於附近的街道。
53°20′6.02″N 6°13′45.13″W / 53.3350056°N 6.2292028°W